# Llista d'alcaldes de Lliçà de Vall
Llista d'alcaldes de Lliçà de Vall:
- Josep Brunés i Cruells (1899 - 1906)
- Jaume Armadans i Surós (1906 - 1909)
- Vicenç Serra i Fontcuberta (1909 - 1914)
- Joan Puig i Argemí (1914 - 1916)
- Marcel·lí Vilardebó i Farnés (1916 - 1923)
- Jaume Armadans i Surós (1923 - 1924)
- Ramon Brunés i Grau (1924 - 1927)
- Josep Puig i Font (1927 - 1930)
- Josep Oriach i Pera (1930 - 1931)
- Jaume Nadal i Many (1931 - 1932)
- Josep Oriach i Pera (1932 - 1932)
- Marcel·lí Vilardebó i Farnés (1932 - 1933)
- Albert Sans i Fargas (1933 - 1934)
- Jaume Carreras i Villà (1934 - 1934)
- Josep Maria Pons i Nonell (1934 - 1935)
- Josep Vilardebó i Uñó (1935 - 1936)
- Jaume Carreras i Villà (1936 - 1936)
- Joan Ramon i Villà (1936 - 1939)
- Josep Vilardebó i Uñó (1939 - 1943)
- Julià Armadans i Serra (1943 - 1951)
- Joan Puig i Pujades (1951 - 1952)
- Gaietà Olivé i Nadal (1952 - 1958)
- Jaume Francàs i Brunés (1958 - 1962)
- Iu Pons i Masachs (1962 - 1966)
- Vicenç Serra i Pou (1966 - 1976)
- Pere Guillamet i Salomó (1976 - 1979)
- Joan Mas i Jordà (1979 - 1986)
- Andreu Carreras i Puigdelliure (1986 - 2015)
- Josep Serra i Busquets (2015 - 2017)
- Xavier Serrate i Cunill (2017 - 2019)
- Marta Bertran i Ramon (2019 - 2023)
- Ferran Ballestà Puertollano (2023 - )